# Stereochilus marginatus
Stereochilus marginatus är en groddjursart som först beskrevs av Hallowell 1856.  Stereochilus marginatus är ensam i släktet Stereochilus som ingår i familjen lunglösa salamandrar. IUCN kategoriserar arten globalt som livskraftig. Inga underarter finns listade i Catalogue of Life.
Denna salamander förekommer från sydöstra Virginia till nordöstra Florida i USA.